# Gustav Mattauch
Gustav Mattauch (8. ledna 1846, Zákupy – 3. září 1923, Litoměřice) byl český katolický kněz, sídelní kanovník a 54. probošt litoměřické katedrální kapituly v letech 1909–1923.

## Život
Zákupský rodák, kněz litoměřické diecéze Mattauch byl v roce 1901 jmenován a od roku 1902 instalován litoměřickým biskupem Emanuelem Schöbelem sídelním kanovníkem litoměřické katedrální kapituly sv. Štěpána. V roce 1911 byl zvolen 54. proboštem katedrální kapituly a funkci vykonával až do své smrti v roce 1923. Období jeho funkce probošta kapituly, kterou vykonával v době episkopátu (funkční období biskupa) Josefa Grosse je poznamenáno zvyšujícím se národnostním napětím v severočeských Sudetech. Za svou duchovní činnost byl papežem jmenován papežským prelátem a
apoštolským protonotářem.